# أتشينسك
أتشينسك (بالروسية: Ачинск) هي إحدى مدن روسيا في الكيان الفدرالي الروسي كراسنويارسك كراي.